# Васькино Туйралы
 Васькино Туйралы  (чув. Туйралӑ) — село в Бавлинском районе Татарстана. Входит в состав Потапово-Тумбарлинского сельского поселения.

## География
Находится в юго-восточной части Татарстана на расстоянии приблизительно 3 км по прямой на запад от районного центра города Бавлы у речки Тумбарлинка.

## История
Основано около 1809 года.

## Население
Постоянных жителей было: в 1859—498, в 1897—748, в 1926—889, в 1938—828, в 1949—921, в 1958—848, в 1970—755, в 1979—566, в 1989—276, в 2002 − 416 (чуваши 60 %), 452 в 2010.